# Westland-Nationalpark

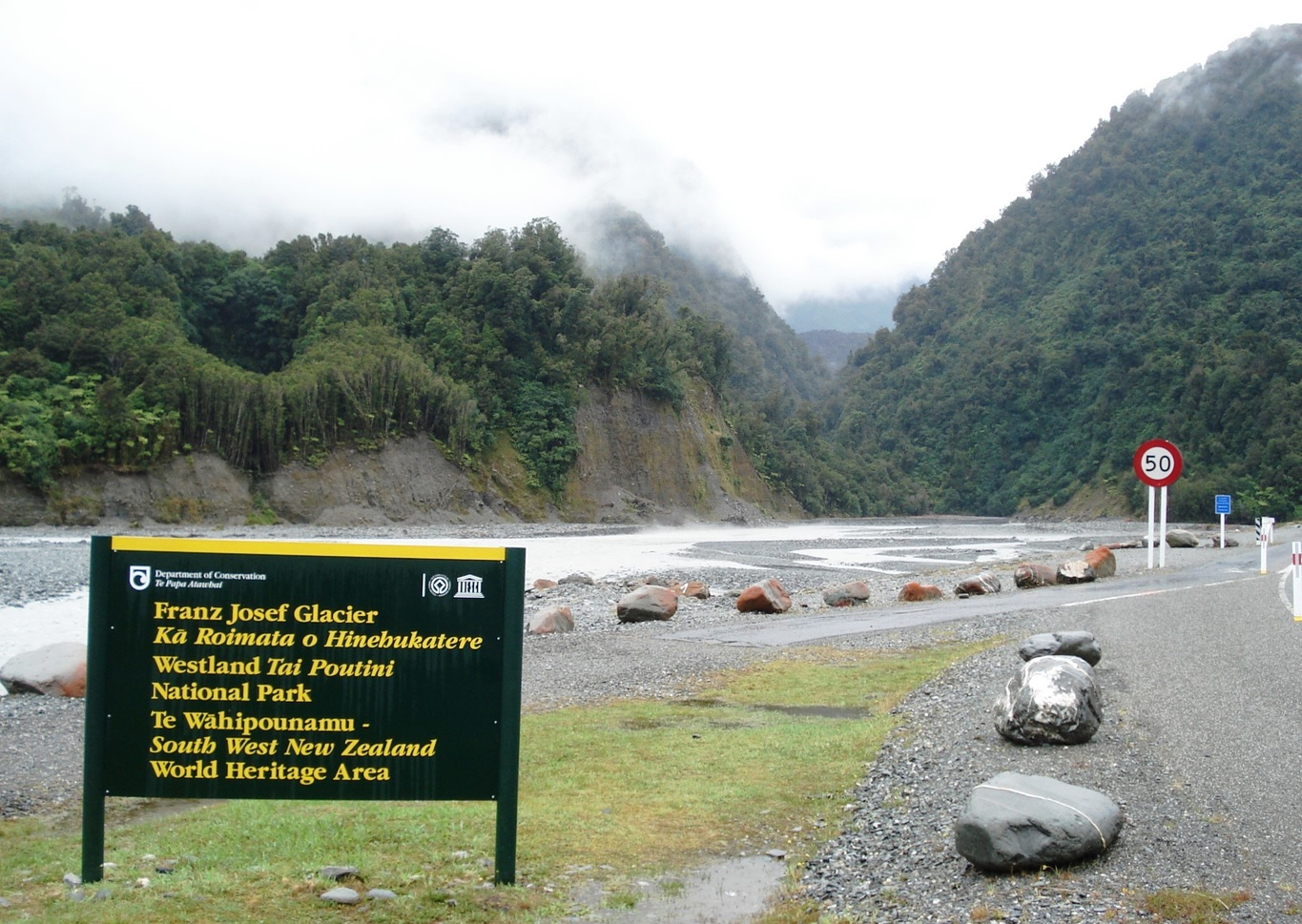
Landschaft an der Zufahrt zum Franz-Josef-Gletscher im Westland National Park – links der Waiho River

Der 1275 km² große Westland-Nationalpark (Maori: Tai Poutini) wurde 1960 eingerichtet und erstreckt sich von der Westküste bis hinauf zum 3498 m hohen Mount Tasman in den Neuseeländischen Alpen. Mehrere Gletscher fließen vom Gebirge aufgrund des starken Gefälles auf bis zu 200 m Meereshöhe (und wenige Kilometer vom Ozean entfernt) hinunter, die bekanntesten sind der Franz-Josef-Gletscher und der Fox-Gletscher. An der sehr niederschlagsreichen Küste befindet sich ein einmaliger Küstenregenwald bestand. Gemeinsam mit dem Fiordland-Nationalpark, dem Mount-Cook- und dem Mount-Aspiring-Nationalpark bildet der Westland-Nationalpark die sogenannte Te Wahipounamu World Heritage Area. Der Nationalpark gehört seit 1986 zum Weltnaturerbe der UNESCO.